# کارن پاکوین
کارن پاکوین (انگلیسی: Karen Paquin؛ زادهٔ ۳ اوت ۱۹۸۷) ورزشکار راگبی ۱۵ نفره اهل کانادا است.
وی همچنین در تیم ملی فوتبال  کانادا بازی کرده است.
وی در مسابقات کشوری و بین‌المللی در مجموع برندهٔ ۱ مدال طلا، ۲ مدال نقره، ۱ مدال برنز شده است.